# 2036
Cette page concerne l'année 2036  du calendrier grégorien.
2036 est une année bissextile qui commence un mardi. C'est la 2036e année de notre ère, la 36e du IIIe millénaire et du XXIe siècle et la 7e de la décennie 2030-2039.

## Autres calendriers
L'année 2036 du calendrier grégorien correspond aux dates suivantes :
- Calendrier berbère : 2985 / 2986
- Calendrier hébraïque : 5796 / 5797
- Calendrier indien : 1957 / 1958
- Calendrier musulman : 1457 / 1458
- Calendrier persan : 1414 / 1415
- Calendrier bouddhiste : 2579 / 2580

## Événements prévus
- 13 avril : l'astéroïde Apophis passera à près de quelques dizaines de milliers de kilomètres de la Terre[1].
- 18 juillet : centenaire du déclenchement de la guerre civile espagnole